# Lost Gravity
Lost Gravity is een stalen achtbaan van het type BigDipper, gelegen in het attractiepark Walibi Holland. De achtbaan is gebouwd door Mack Rides en is geopend op 24 maart 2016. De attractie heeft een zwart-gele kleurstelling.

## De rit
Bezoekers worden in karretjes, die plaats bieden aan acht personen, omhoog getakeld tot 32 meter hoogte. Hierna volgt een steile afdaling met een bocht van 180 graden (Dive loop), gevolgd door meerdere heuvels die airtime (zweeftijd) moeten bewerkstelligen en een kurkentrekker. Om een nog groter gevoel van gewichtloosheid te veroorzaken is speciaal voor Walibi Holland een element genaamd "Banked Top Hat" ontworpen. Hierin worden bezoekers snel en verticaal naar een hoogte van 30 meter gebracht om bijzondere G-krachten te voelen.

## Treinen
De treinen van Lost Gravity zijn de eerste in de categorie BigDipper. Dit is een geheel nieuwe categorie in de catalogus van Mack Rides. Vier treinen bieden elk plaats aan acht personen, in twee rijen van vier stoelen, waarbij de buitenste twee stoelen van de twee rijen geen vloer hebben. Onder de middelste twee zitplaatsen is een ijzeren vloerplaat gemonteerd, hoewel de stoelen in het midden zo hoog gemonteerd zijn, dat vrijwel iedereen zijn voeten niet op de grond kan zetten. De karretjes hebben een zilverkleurige spiegelende look met comfortabele stoelen en heupbeugels. Op het karretje is het logo van de achtbaan te zien in een zwarte glimmende kleur.

## Verhaal en thema
Het thema van deze achtbaan is erg uniek. Het verhaal luidt dat er een meteoriet is ingeslagen in Biddinghuizen, met als gevolg dat de zwaartekracht is verdwenen. Er staan auto's op hun zijkant en ondersteboven, bomen groeien verkeerd en er is een omgekeerde helikopter. De rit heeft ook met het thema te maken, omdat je in de rit ook verschillende G-krachten voelt die je gewichtloosheid geven.

## Wachtrij

### Gewone wachtrij
De wachtrij van de attractie is ook gethematiseerd naar het thema van de achtbaan, namelijk verdwenen zwaartekracht. Het is een combinatie van een gethematiseerde doorloopwachtrij, om de bezoekers in de juiste sfeer te brengen, met in het midden een klassieke kronkelende wachtrij op een vierkante oppervlakte. In de doorloopgedeelten is onder andere een stilstaande maar trillende roltrap te vinden, een gang met ondersteboven hangende liftdeuren, een ruimte vol spiegels, en vormen die naar een meteoriet verwijzen...
De gedeelten buiten zijn gemaakt met zeecontainers waar onder andere een terras ondersteboven aan het plafond hangt, een fiets die tegen een muur "leunt" die boven de wachtrij hangt, een stuk wegdek dat verticaal naast de wachtrij loopt, een omgekeerde wasserette, een trap die van de ene naar de andere muur loopt in plaats van beneden naar boven,...

### Extra rij
Bij opening van de attractie werd ook voor een tweede, kortere wachtrij gezorgd. Deze rij is ook gethematiseerd en loopt door een oude autobus heen. Oorspronkelijk was dit een "fastlane": een rij die bezoekers kunnen gebruiken om de gewone wachtrij voorbij te steken wanneer ze een "fastpass" hebben gekocht (een soort kaart die je bovenop je gewone ticket koopt, die bijna evenveel kost als een gewoon ticket, maar waarmee je niet in de gewone wachtrij hoeft te staan). In augustus 2016 heeft Walibi bij wijze van experiment deze wachtrij vervangen door een single riderswachtrij. Deze rij wordt gebruikt om lege plaatsen in het karretje op te vullen doordat hier iedereen in kan gaan staan die ofwel alleen is, ofwel niet noodzakelijk samen met een andere groepsgenoot op de achtbaan wil. Zo gaat ook de gewone wachtrij sneller, omdat deze mensen dan niet in de gewone rij staan en de maximale capaciteit van de achtbaantreinen benut wordt. Aangezien de meeste mensen toch met groepsgenoten in de attractie willen zitten, is deze rij vaak veel korter dan de gewone wachtrij.
Sinds zeker eind 2017 is de single ridersrij weer vervangen door de Fast Lane-ingang en is er naast de Fast Lane-ingang een single riders-rij aangelegd.
Afbeeldingen · Lijst van attracties